# Dravograd
Dravograd (dijalekt:Traberk, njemački: Unterdrauburg, ali povijesno Trauberg) je grad i središte istoimene općine u sjevernoj Sloveniji. Dravograd se nalazi u blizini granice s Austrijom u pokrajini Koruškoj i statističkoj regiji Koruškoj. Leži na rijeci Dravi i njezinim pritocima Meži i Mislinji.

## Stanovništvo
Prema popisu stanovništva iz 2002. godine Dravograd je imao 3.414 stanovnika, koji se u govoru služe domaćim koruškim narječjem (severnopohorsko-remšnički i mežiški dijalekti).

## Šport
Od 2003. održava se Mednarodni turnir v malem nogometu na odboj - Memorial Danila Gostenčnika.

## Vanjske poveznice
- Službena stranica općine
- Satelitska snimka grada  Arhivirana inačica izvorne stranice od 29. srpnja 2017. (Wayback Machine)